# Риф (Белуно)
Риф (итал. Rif) је насеље у Италији у округу Белуно, региону Венето.
Према процени из 2011. у насељу је живело 104 становника. Насеље се налази на надморској висини од 711 м.